# Церква святого архістратига Михаїла (Шипівці)
Церква святого архістратига Михаїла в Шипівцях — парафія і храм греко-католицької громади Товстенського деканату Бучацької єпархії Української греко-католицької церкви в селі Шипівці Чортківського району Тернопільської области.

## Історія церкви
Дерев'яна церква в селі була передана до села Солоне. Натомість, у 1860-х роках в Шипівцях збудували нову муровану церкву, яку освятили у 1867 році. Парафія була прилучена до села Лисівці.
У 1930 році в селі проживали 1020 греко-католиків, 800 римо-католиків та 55 юдеїв.
У 1936 році було відремонтовано церкву та іконостас.
З 1946 по 1961 рік парафія і храм належали до РПЦ. У 1961 році церкву закрила державна влада і використовувала її як склад.
У 1989–1990 роках храм відкрили для богослужінь, провели ремонт, і відтоді він знову належить до УГКЦ.
У 2012–2013 роках у храмі відремонтували внутрішні стіни, виготовили новий кивот та престіл, а також провели великий обсяг ремонтних робіт на проборстві.
При парафії діють Церковне братство, братство «Апостольство молитви», спільнота «Друзі Ісуса» та Вівтарна дружина.
У власності парафії є проборство.

## Парохи
- о. Віктор Лозинський (1927),
- о. Дроздовський,
- о. Атаманюк,
- о. Онуфрій Швигар,
- о. Михайло Стефанишин,
- о. Ігор Довганюк,
- о. Ярослав Гопко (з 2008).